# 藝備銀行 (1920-45年)

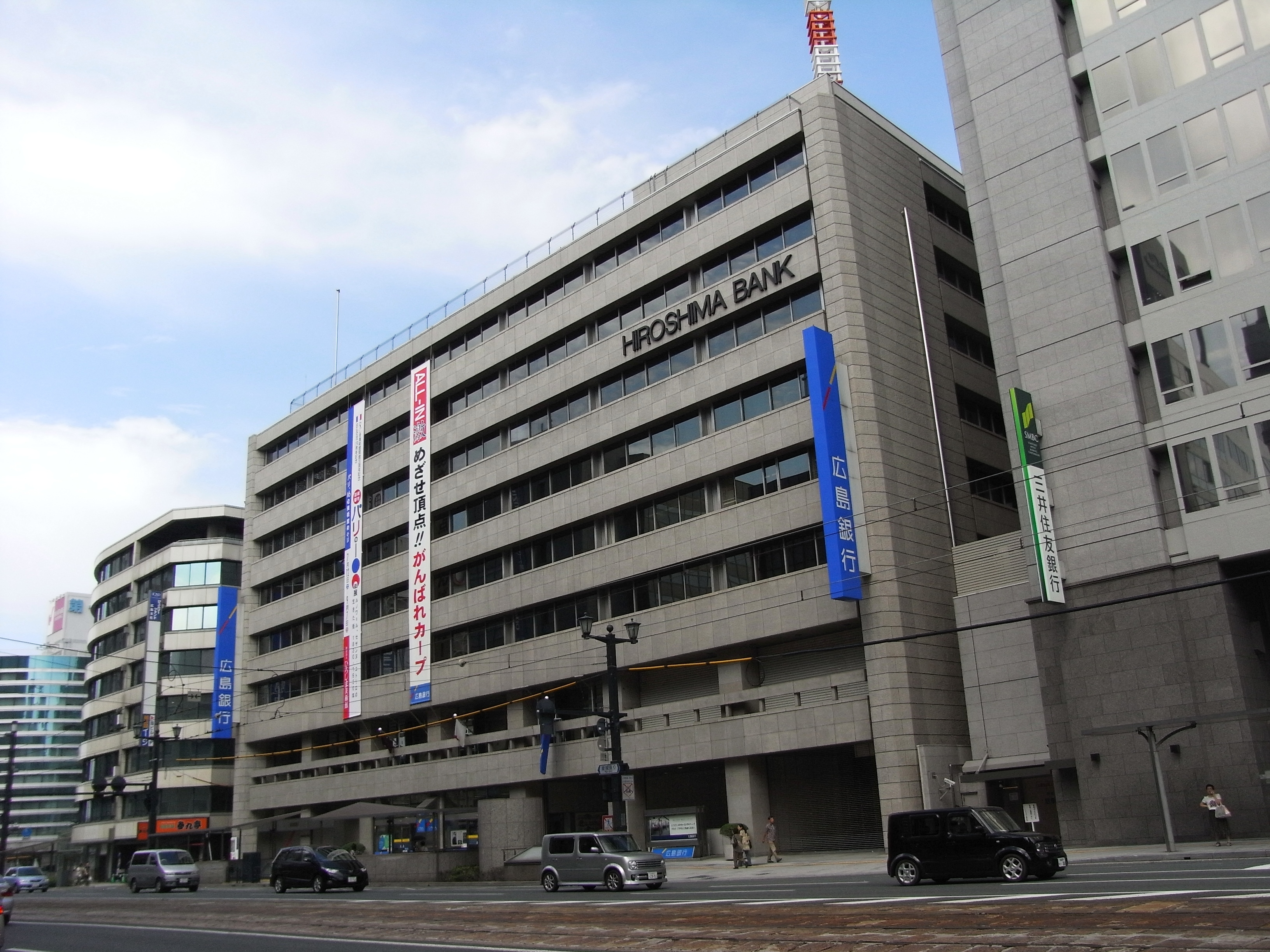
かつての藝備銀行本店跡に建つ広島市中区紙屋町の広島銀行本店（2代目）

株式会社藝備銀行（芸備銀行 / げいびぎんこう）は、1920年（大正9年）、広島市に設立された地方銀行で、現在の広島銀行の直接の前身となった銀行である。当行を中心にした合併により1945年に新立の銀行として発足し、現在の広島銀行につながる「（新）藝備銀行」と区別して「旧藝備銀行」と称されることもある。

## 沿革

### 前史：発足の背景
1893年（明治26年）の銀行条例により銀行の設立条件が緩和されると、広島県下では各地で多くの銀行が設立されるようになり、その数は1901年までに27行、1912年（大正元年）には44行に達した。これらの多くは地方の地主・商工業者の資金を集めて設立された中小銀行であり、地域産業の振興に大きな役割を果たしてきたが、日露戦争後に好不況の波が激しくなると小規模な銀行のなかには破綻するものが出てきた。これらの銀行は財閥系の大銀行に売却され営業権を譲渡されるものも多く、県下の余剰資本が県外に流出することをおそれ中小銀行を合併して地域経済の核とする動きが出てきた。
第一次世界大戦中の好景気が1918年の大戦終結により一転して深刻な不況（戦後恐慌）に陥ると、県内各地で多くの銀行が取り付けを受け支払い不能に陥った。このような状況を背景に政府・県は小銀行の乱立を避けるため銀行合同をすすめていたが、1919年7月には若林賚蔵県知事によって広島に拠点をおく（旧）廣島銀行と広島商業銀行との統合が周旋されることとなり、これに尾道に拠点をおく第六十六銀行が加わって翌1920年春には3行の合併契約が結ばれた。安芸地方と備後地方の銀行の合併であることから新銀行の名称は「藝備銀行」と決定され、さらに別個に合併協議を進めていた三次貯蓄銀行・比婆銀行・角倉銀行・双三貯蓄銀行の備北4行もこの合併に参加することとなり、合計7行の合併によって当時としてはまれにみる大型地方銀行の誕生とされた。

### 県内外の諸行の統合による経営拡大
藝備銀行は以上のような経緯から1920年（大正9年）6月30日に資本金は15,000,000円をもって設立され、同年10月1日に開業した。本店となったのは広島市元柳町の旧廣島銀行本店（1908年築造）であり、県下全域に店舗がおかれた。しかし元柳町の本店は7行を統合し急拡大した支店網の事務を管轄する店舗としては手狭であり、職員・事務量ともに増加していったため、1923年には市内紙屋町に新たな本店の敷地が購入され、1925年には店舗の建設が始まった。その一方で井上洋一郎『広島財界今昔物語』によれば、設立当初には前身7行それぞれの慣習の違いや人脈に由来する派閥抗争が絶えなかったという。
当行は開業後も政府による銀行合同政策を背景に県内外の銀行の吸収・合併をすすめ、1925年～1926年に中国商業銀行・尾道諸品株式会社銀行部・加計銀行・仁方銀行・多川銀行の5行を合併・買収した。1927年（昭和2年）には金融恐慌を背景に銀行合同の動きが促進され、当行は広第一銀行・呉第一銀行の営業権を取得（買収）した。この年、本店は6月に竣工した紙屋町の新店舗に移転した。さらに翌1928年、当行は県外の愛媛銀行・西条銀行・伊予三島銀行の3行も合併して愛媛県に営業拠点を拡大する一方、可部銀行の営業権も獲得した。翌1929年に始まる世界恐慌の波は県下における銀行の整理統合をいっそう加速させ、1934年には備後地方で独立路線をとっていた備後銀行の営業権も当行に譲渡された。

### 「一県一行」政策の下で （新）藝備銀行の発足へ
1937年（昭和12年）時点で県下に本拠地をおく普通銀行は当行のほか呉銀行・三次銀行・備南銀行・広島合同貯蓄銀行の4行になった。さらに戦時体制下での政府の「一県一行」政策を背景に、大蔵省・日本銀行により県下5行の合同が斡旋され、1944年12月には5行による新銀行設立の覚書が交換された。この結果、第二次世界大戦末期の1945年4月27日に5行は合併されて新立の「（新）藝備銀行」が資本金30,700,000円をもって発足し、同年5月1日には旧藝備銀行の紙屋町本店を本店として引き継ぎ開業した。これにより1912年時点で県下に最大で44行存在していた普通銀行は新藝備銀行ただ一つに整理された。取締役社長は塩川三四郎。

### 藝備銀行から広島銀行へ
（新）藝備銀行は発足直後の1945年（昭和20年）8月6日、原爆被災により大きな被害を受けたがその後復興を遂げ、1950年8月6日には被爆5周年を機に被爆地・広島にちなむ「廣島銀行」に改称、さらに1988年には「広島銀行」と再改称して現在に至っている。

### 年表
- 1919年（大正8年）
  - 7月：若林賚蔵広島県知事の周旋により（旧）廣島銀行と広島商業銀行の合併が画策される。
- 1920年（大正9年）
  - 2月：廣島銀行と第六十六銀行・広島商業銀行との3行合併の仮契約を締結。
  - 4月14日：上記3行の合併契約が締結され、新銀行名を「藝備銀行」とすることが決定。
  - 6月4日：廣島銀行・角倉銀行・第六十六銀行・比婆銀行・広島商業銀行・双三貯蓄銀行・三次貯蓄銀行の7行合併の契約締結。
  - 6月30日：上記契約により藝備銀行が新立・発足。
  - 8月4日：営業認可を受ける。
  - 8月19日：設立登記。
  - 10月1日：元柳町の旧廣島銀行本店を本店として開業。
- 1925年（大正14年）
  - 6月16日：尾道諸品（株）銀行部を買収（営業譲受）。
  - 6月23日：中国商業銀行を合併。
- 1926年（大正15年）
  - 2月1日：加計銀行を買収（営業譲渡）。
  - 5月10日：仁方銀行を買収（営業譲受）。
  - 10月1日：多川銀行を買収（営業譲受）。
- 1927年（昭和2年）
  - 4月1日：広第一銀行を買収（営業譲受）。
  - 6月27日：本店を元柳町から紙屋町に移転。
  - 9月1日：呉第一銀行を買収（営業譲受）。
- 1928年（昭和3）年
  - 12月3日：伊予三島銀行・愛媛銀行・西条銀行の3行を合併。
  - 12月31日：可部銀行を買収（営業譲受）。
- 1934年（昭和9年）
  - 12月26日：備後銀行を買収（営業譲受）。
- 1944年（昭和19年）
  - 12月：当行および呉銀行・備南銀行・広島合同貯蓄銀行・三次銀行の5行による新銀行設立の覚書が交換。
- 1945年（昭和20年）
  - 4月25日：上記5行の合併による（新）藝備銀行の新立・発足が認可される。
  - 4月27日：（新）藝備銀行の創立総会。
  - 5月1日：（新）藝備銀行の設立・開業。本店を紙屋町の（旧）藝備銀行本店においた。
  - 8月6日：原爆投下によって本店・8店舗の全焼、職員144名の死亡など大きな被害を受ける。
  - 8月8日：日本銀行広島支店で営業を再開。
  - 9月20日：本店での執務を再開。
  - 10月9日：営業部が本店に復帰。
- 1949年（1949年）
  - 4月：紙屋町本店の改修工事が行われる。
- 1950年（昭和25年）
  - 8月6日：藝備銀行を「廣島銀行」に改称。
- 1962年（昭和37年）
  - 11月：建て替えにともない初代廣島銀行本店（旧藝備銀行本店）を解体。

## 当行へ統合された銀行
以下、当行の存続期間（1920年6月～1945年4月）中に当行に統合（新立合併・合併・買収）された銀行の一覧を示す。なお、1945年4月の（新）藝備銀行発足時に統合された銀行については、広島銀行#（新）藝備銀行（1945年～）に統合されたものを参照すること。

### 発足時に統合された銀行

#### 第六十六銀行
（株）第六十六銀行（だいろくじゅうろくぎんこう）は、第六十六国立銀行（1878年11月29日設立）が、明治30年（1897年）7月1日、普通銀行に改組され再発足したものである。尾道に本店をおき備南・芸備地域を営業圏としていたが、1920年（大正9年）6月30日の藝備銀行の新立合併に参加し、同年10月1日に解散した。

#### （旧）廣島銀行
（株）廣島銀行（ひろしまぎんこう）は、第百四十六国立銀行（1879年4月21日設立）が、1897年（明治30年）1月1日、普通銀行に改組され再発足したもので、広島に本店をおき芸備地域を営業圏とした。1916年（大正4年）に豊田銀行・村上銀行、1918年に賀茂銀行・芸陽銀行を合併・買収、あるいは営業権の譲渡を受けるなど規模を広げたが、1920年（大正9年）6月30日の藝備銀行の新立合併に参加し、同年10月1日に解散した。

#### 広島商業銀行
（株）広島商業銀行（ひろしましょうぎょうぎんこう）は1896年（明治29年）3月9日に設立免許を受け、同年4月1日に開業した。広島に本店をおき芸備地域を営業圏とし、1914年（大正3年）6月30日に広島実業銀行を合併した。1920年（大正9年）6月30日の藝備銀行の新立合併に参加し、同年10月1日に解散した。

#### 三次貯蓄銀行
（株）三次貯蓄銀行（みよしちょちくぎんこう）は1896年（明治29年）10月1日に創業総会を開催し、翌1897年2月1日に設立免許を受けて同年2月18日に開業した。双三郡三次町843番（現在の三次市）に本店をおき、設立時は役員は頭取の島津源三郎を筆頭に近隣地域の大地主によって占められていた。備北地域を営業圏とする銀行であり、1920年の戦後恐慌に直面して中小銀行での経営は難しいとの判断から、備北4行の合同構想を主導した。1920年（大正9年）6月30日の藝備銀行の新立合併に参加し、同年10月1日に解散した。

#### 比婆銀行
（株）比婆銀行（ひばぎんこう）は1912年（大正元年）9月5日に設立され、同年10月21日に営業認可を受けた。比婆郡庄原町（現在の庄原市）に本店、西城・東城・比和（いずれも現・庄原市）に支店をおき、頭取の伊藤薫三を筆頭に地元の名士や素封家が役員を務め、備北地域を営業圏とした。翌1913年8月1日には金融恐慌を背景に、当行の役員である田部家が個人経営していた庄原の田部銀行（1898年2月28日に設立・営業認可）を合併し債権・債務を継承した。1920年（大正9年）6月30日の藝備銀行の新立合併に参加し、同年10月2日に解散した。

#### 角倉銀行
（株）角倉銀行（すみくらぎんこう）は1912年（明治45年）7月15日に設立総会を開催して設立され、同年9月2日に営業認可、9月20日に開業した。甲奴郡上下町（現在の府中市）に本店をおき、頭取の角倉博佐を筆頭に上下の素封家・有力者が役員を務めた。備北地域を営業圏とする銀行であったが、1920年（大正9年）6月30日の藝備銀行の新立合併に参加し、同年10月2日解散したが、芸備銀行の組織や規定は角倉銀行がモデルとなった。

#### 双三貯蓄銀行
（株）双三貯蓄銀行（ふたみちょちくぎんこう）は1900年（明治33年）8月15日に設立総会を開催して設立され、翌1901年1月16日に開業した。双三郡吉舎町（現在の三次市）に本店をおき備北地方を営業拠点とする銀行であったが、1920年（大正9年）6月30日の藝備銀行の新立合併に参加し、同年10月2日解散した。

### 発足後に統合された銀行

#### 中国商業銀行
（株）中国商業銀行（ちゅうごくしょうぎょうぎんこう）の源流は1897年（明治30年）4月27日、大分県で設立された（株）大分殖産銀行であり、この銀行は1911年（明治44年）9月18日、（株）日本殖産銀行と改称した。
その翌年の1912年（明治45年）4月6日、日本殖産銀行は広島市中島本町（現・中区中島町）に本店を移転し（株）後藤田銀行と改称した。後藤田銀行は1920年（大正9年）4月29日、戦後恐慌の中で広島県下では初めて取り付けに見舞われて臨時休業することになり、その後、県下の中小銀行が合同整理へと動くきっかけを作ったことで知られる。後藤田銀行はその翌年の1921年6月24日に（株）中国商業銀行と改称したが、1925年5月28日に藝備銀行との合併認可を受け、同年6月8日に合併・解散した。

#### 尾道諸品銀行部
尾道諸品（株）（おのみちしょひん）の源流は江戸時代末期の天保8年（1837年）、広島藩と尾道商人の合資によって尾道に設立された「諸品会所」に遡る。商品担保による貸付を主な業務としており、明治になって商人により運営される「諸品商社」となり、1875年（明治8年）には天野嘉四郎・橋本吉兵衛・島居儀右衛門など尾道の有力商人5名で運営される「尾道諸品合資会社」となった。1898年3月15日には株式会社に改組して尾道諸品（株）が設立され、倉庫業のみならず銀行業を兼業する認可を得て同年4月1日には引き続き尾道に本店におく銀行部を開業している。設立時の資本金は200,000円、払い込み金は50,000円であった。しかし大正の戦後恐慌期になると倉庫業と金融機関の兼業経営は今後困難になるとの判断から、銀行部の営業を関係の深かった藝備銀行に譲渡することになり、1925年6月16日に営業権を譲渡して同年9月11日に買収を届け出た。尾道諸品はその後も「倉庫部」専業として営業を続け、1962年に尾道諸品倉庫（株）に商号変更し、現在に至っている。

#### 加計銀行
加計銀行（かけぎんこう）は山県郡加計町（現・安芸太田町）の豪農・豪商である加計家の個人経営銀行として1899年（明治32年）12月27日に設立され、翌1900年2月20日、加計町に本店をおき開業した。設立時の資本金・払込金ともに10,000円という小銀行であり、1921年（大正10年）には現存する平屋建ての本店が新築されたが、1926年1月29日、藝備銀行への買収を届け出、同年2月1日に営業を譲渡して解散した。
買収後の加計銀行本店は藝備銀行加計支店となり、商号変更による広島銀行加計支店を経て、現在は日新林業加計出張所となっており、2013年に国の登録有形文化財となった。

#### 仁方銀行
（株）仁方銀行（にがたぎんこう）の前身は、1899年（明治32年）1月31日に賀茂郡仁方村（現・呉市）に設立認可され、同年3月12日に開業した（株）仁方貯蓄銀行である。同行は1921年（大正10年）5月28日に（株）仁方銀行と改称し、1926年5月10日に藝備銀行に営業譲渡して解散した。

#### 多川銀行
（株）多川銀行（たがわぎんこう）の前身は、1898年（明治31年）10月14日に愛媛県で設立免許を受け、翌1899年1月6日に開業した（株）永長銀行である。これが1909年2月1日、広島県に移転して（株）宝銀行と改称し、さらに同年2月16日、（株）多川銀行と改称し、賀茂郡阿賀町（現・呉市）に本店をおいた。多川銀行は1926年（大正15年）10月1日に藝備銀行に営業譲渡し解散した。

#### 広第一銀行
（株）広第一銀行（ひろだいいちぎんこう）の前身となった（株）広貯蓄銀行は、1900年（明治33年）9月20日に創立総会を開催し、同年12月14日に賀茂郡広村（現・呉市）に営業認可を受けて設立、翌1901年2月1日に開業した。広貯蓄銀行は1922年（大正11年）1月1日に普通銀行	に転換し（株）広第一銀行と改称した。広第一銀行は1927年（昭和2年）3月31日に解散、翌4月1日に藝備銀行に営業譲渡して4月7日に買収を届け出た。

#### 呉第一銀行
（株）呉第一銀行（くれだいいちぎんこう）の源流は1896年（明治29年）6月4日、千葉県鴨川に設立され、同年7月1日に開業した（株）鴨川銀行である。鴨川銀行は1901年7月30日に（株）東海実業銀行、ついで1903年11月28日に（株）大原銀行と改称した。1906年11月28日、大原銀行は千葉県から広島県賀茂郡阿賀町（現・呉市）に移転して（株）阿賀銀行と改称し、さらに翌1907年1月26日に（株）呉起業銀行と改称した。呉起業銀行が1915年（大正4年）6月20日に改称した（株）呉第一銀行は、1927年（昭和2）9月1日、藝備銀行に営業を譲渡して解散した。

#### （旧）愛媛銀行
（株）愛媛銀行（えひめぎんこう）の前身は、1897年（明治30年）10月21日に免許を受けて愛媛県に設立され、翌1898年1月4日に開業した（株）伊予農業銀行である。伊予農業銀行は1905年12月24日に八束銀行（1900年10月4日、愛媛県に設立）の営業を譲受（買収）したのち、1921年（大正10年）12月1日には貯蓄部門を分離、翌1922年3月1日には松山商業銀行（1896年2月22日に愛媛県に設立され同年4月1日開業）を合併し、愛媛銀行と改称した。愛媛銀行は1928年（昭和3年）12月3日に藝備銀行と合併し解散した。現存する同名の銀行とは別銀行である・。

#### 西条銀行
（株）西条銀行（さいじょうぎんこう）は、1879年（明治12年）4月12日に開業免許を受け愛媛県西条に設立された第百四十一国立銀行の後身である。同年7月1日に開業した第百四十一国立銀行は、1896年10月22日に国立銀行営業満期前特別処分法にもとづいて国立銀行の営業期限の満期前継続許可を受け、翌1897年2月1日には普通銀行に転換して（株）西条銀行と改称した。西条銀行は1913年（大正2年）11月19日に（株）東予銀行（1896年3月2日に愛媛県に設立され同年3月20日に開業）を合併し、1928年（昭和3年）12月3日に藝備銀行に合併、解散した。

#### 伊予三島銀行
（株）伊予三島銀行（いよみしまぎんこう）は、東予物産（株）（1892年（明治25年）6月30日に愛媛県に設立）が、1896年6月27日に改称したものである。1928年（昭和3年）12月3日、藝備銀行に合併し解散した。

#### 可部銀行
（株）可部銀行（かべぎんこう）は広島県安佐郡可部町（現・広島市安佐北区）の（株）可部貯蓄銀行（1896年5月22日設立、同年6月1日開業）が1921年（大正10年）11月5日に普通銀行に転換して改称したものである。1928年（昭和3年）12月31日、藝備銀行に営業譲渡し、解散した。

#### 備後銀行
（株）備後銀行（びんごぎんこう）は1899年（明治32年）9月5日に免許を受けて芦品郡府中町（現・府中市）に設立され、同年11月5日に開業した。1934年（昭和9年）12月26日、買収により藝備銀行に営業を譲渡して解散した。。

## 本店
1920年（大正9年）の設立当初、（初代）本店に充てられたのは元柳町（現・中区中島町）の旧廣島銀行本店である。1927年（昭和2年）6月、紙屋町（現・中区）の交差点近くに竣工し移転した2代目本店は東京の建築興業が設計、施工を大林組が担当したもので、鉄筋コンクリート造5階建て地下1階で、「近世復興式」を採用した美観、実用性とともに耐震･耐火性に配慮した構造となっていた。この本店への新築移転は、古くからの繁華街である中島地区・大手町筋から電車通り（現在の鯉城通り）に金融街が移転する先がけとなり、2年後には住友銀行広島支店（現・三井住友銀行広島支店）も中島本町からこの本店の隣に新築移転し、今日に至る広島のビジネス・センターが形成されることとなった。当時としては珍しかった5階建ての偉観と正面のイオニア式列柱装飾は広島の名物となり多くの見物客を集めた。
1945年5月の（新）藝備銀行の発足によって紙屋町の本店は県下では唯一の銀行本店となったが、同年8月6日の原爆投下に際して爆心地から260mの位置にあったため内部が全焼し、勤務していた20名は犠牲となった。しかし敗戦後の9月20日には本店での執務を再開し、10月9日には営業部も復帰した。1949年の改修工事を経てこの建物は廣島銀行本店として使用されたが、本店の建て替えにともない1962年11月に解体された。遺構は現存しないが正面のイオニア式列柱頭のみが広島大学原爆放射線医科学研究所に保存されている。